# 155 (număr)
155 (o sută cincizeci și cinci) este numărul natural care urmează după 154 și precede pe 156 într-un șir crescător de numere naturale.

## În matematică
155
- Este un număr compus.
- Este un număr semiprim, fiind produsul a două numere prime: 155 = 5 x 31.[1][2]
- Este un număr deficient, deoarece {\displaystyle 1+5+31=37<155\,}.[3][4]
- Este un număr odios deoarece în baza 2 {\displaystyle 10011011_{2}} are un număr impar de cifre „1”.[5][6]
- Este un număr centrat dodecaedric.[7]
- Există 155 de grupuri de permutări de gradul 81.[8]
- Dacă se adună toate numerele prime dintre cel mai mic până la cel mai mare factor prim ai lui 155, inclusiv, adică 5 și 31, rezultatul este 155.[9] Această proprietate o mai au doar trei numere „mici” semiprime: 10, 39 și 371.

## În știință

### În astronomie
- Obiectul NGC 155 din New General Catalogue este o galaxie lenticulară cu o magnitudine 13,3 în constelația Balena.
- 155 Scylla este un asteroid din centura principală.
- 155P/Shoemaker (Shoemaker 3) este o cometă periodică din Sistemul Solar.

### În fizică
- Europiu-155 este un radioizotop al europiului, un produs de fisiune cu o perioadă de înjumătățire de 4,76 ani.

## În alte domenii
155 se poate referi la:
- Scorul maxim posibil într-un singur break (secvență neîntreruptă de lovituri a unui jucător) la snooker în cazul începerii cu o bilă liberă.
- Numărul pentru apel internațional în Regatul Unit.
- 155 mm este un calibru obișnuit la artilerie.
- Wolseley No. 155, Saskatchewan este o municipalitate rurală în Canada